# Николаёво (Витебский район)
Николаёво (бел. Нікалаёва; до 1936 года — Соловьево) — деревня в Витебском районе Витебской области Республики Беларусь. В составе Мазоловского сельсовета.
В 1924—1960 годах центр Николаевского сельсовета.

## География
Деревня в 10 км к северу от Витебска, 2 км до автомагистрали М8 (E95), через деревню Сущево, 1 км восточнее Николаёво расположено озеро Дворище, которое в XVIII веке называлось, так же как и деревня «Соловьево».

## История
В 1785 году деревня Соловьева и соседняя деревня Жерствянка были в составе «дачи» (участка) владения «Витебскаго Домениканскаго Кляштера Ксензов Домениканов».
Всего на «даче» 4 двора, по ревизии мужеска пола душ 15, женщин 14. Под усадьбой 4 дес. земли. Всего земли 198 десятин.
В 1906 году в Верховской волости Витебского уезда деревня Соловьево при озере Соловьево. 2 десят. удобной земли, 3 десят. неудобной земли Буевского сельского общества. В деревне 3 двора, 10 мужчин, 12 женщин.
Позднее, на картах начала XX века появляется деревня Николаева и немного восточнее хутор Соловьёво (там, где сейчас «Николаевское кладбище»).

### Центр сельсовета
После присоединения к БССР и административно-территориальной реформы, с 20 августа 1924 года деревня Николаево стала центром в Николаевского сельсовета Северо-Витебского района Витебского округа, с 26 марта 1927 года в образованном Витебском районе.
15 февраля 1931 года Витебский район был упразднён, Николаевский сельсовет перешел в Городокский район. 5 декабря 1931 года сельсовет в подчинение Витебского горсовета.
С 27 июля 1937 года Николаевский сельсовет в составе восстановленного Витебского района БССР, с 20 февраля — Витебской области.
В 1926 году в деревне 15 дворов, 63 жителя.
В 1930 году вступили в колхоз «Борьба» (бел. Барацьбіт).
В 1936 году в Николаево переселили деревни Жорстьянка, Новолоки, в 1939 году — деревни Угляны, Хаинская Блонь, Черный Бор, Черный Бор II.
В 1941 году было 41 дворов и 141 житель. В июне 1942 года деревня была полностью сожжена карателями, убито 23 человека.
На фронте погибло 28 человек, в партизанах — 14 человек.
22 декабря 1960 года территория Николаевского сельсовета вошла в состав новообразованного Мазоловского сельсовета.
В 1969 году в деревне было 26 дворов, 74 жителя.
В 2000 году 20 дворов, 30 жителей. В составе колхоза «Призыв» (центр, Мазолово).
По переписи 2009 года проживало 18 человек.
На 2014 год 6 дворов 9 жителей, из них 1 младше трудоспособного возраста, 5 трудоспособного возраста, 3 старше.
На 2018 год 6 домохозяйств, 9 жителей.

## Население
- 1926 год — 15 дворов, 63 жителя
- 1941 год — 41 дворов, 141 житель
- 1969 год — 26 дворов, 74 жителя
- 2000 год — 20 дворов, 30 жителей
- 2009 год — 18 жителей (перепись населения)
- 2014 год — 6 дворов, 9 жителей
- 2018 год — 6 домохозяйств, 9 жителей